# Jacek Podgórski
Jacek Podgórski – polski operator filmowy. Laureat nagrody za zdjęcia na Festiwalu Polskich Filmów Fabularnych w Gdyni.

## Wybrana filmografia
jako autor zdjęć:
- Yuma (2012) - zdjęcia zimowe
- Bikini Blue (2017)
- Krew Boga (2018)

## Wybrane nagrody
- 2004: Międzynarodowy Festiwal Sztuki Autorów Zdjęć Filmowych Camerimage - Brązowa Kijanka w konkursie etiud studenckich za zdjęcia do etiudy Ciało moje
- 2006: Nagroda Polskiego Kina Niezależnego im. Jana Machulskiego - nagroda w kategorii najlepsze zdjęcia za Święto latawców
- 2015: Koszaliński Festiwal Debiutów Filmowych „Młodzi i Film” - wyróżnienie za zdjęcia do krótkometrażowego fimu fabularnego Moloch
- 2016: Nagroda Polskiego Kina Niezależnego im. Jana Machulskiego - nagroda w kategorii najlepsze zdjęcia za Moloch
- 2017: Birmingham Film Festival - nagroda za najlepsze zdjęcia za Bikini Blue
- 2018: Festiwal Polskich Filmów Fabularnych - nagroda za najlepsze zdjęca za Krew Boga